# Ohad Levita
Ohad Levita (in ebraico אוהד לויטה‎?; Kfar Saba, 17 febbraio 1986) è un calciatore israeliano, portiere dell'Hapoel Hadera.

## Palmarès

### Club

#### Competizioni nazionali
- Eerste Divisie: 1

RKC Waalwijk: 2010-2011
- Coppa d'Israele: 2

Maccabi Haifa: 2015-2016
Hapoel Be'er Sheva: 2019-2020
- Supercoppa di Cipro: 1

Omonia: 2012